# 歯科衛生士養成所
歯科衛生士養成所（しかえいせいしようせいじょ）とは、歯科衛生士を養成する施設のことで歯科衛生士学校とも呼ばれる。

## 概要
長く2年制の学校が存在したが、歯科衛生士学校養成所指定規則の改正に伴いすべての養成機関が3年制となり、2010年4月以降は全員が3年以上の教育を受けている。また近年、4年制大学への養成課程新設が増加している。

## 学費
学費は国公立か私立、3年制か4年制にもよって異なるが、私立では3年間でおおよそ300万〜500万ほどの学費がかかる。日本学生支援機構の奨学金制度を利用する他、歯科医師会によっては、歯科衛生士養成校に通う学生を対象とした奨学金制度を導入している場合や、高等教育の修学支援新制度の適用、教育訓練給付制度の活用で学費の軽減を図れる場合もある。

## 男性歯科衛生士の養成
かって、歯科衛生士法第2条1項内において
この法律において「歯科衛生士」とは、厚生労働大臣の免許を受けて、歯科医師（歯科医業をなすことのできる医師を含む。以下同じ。）の指導の下に、歯牙及び口腔の疾患の予防処置として次に掲げる行為を行うことを業とする女子をいう。
と定められていたが、2014年の歯科衛生士法改正に伴い「女子」を「者」と定義されたことで、男性にも歯科衛生士の道が開かれた。
歯科衛生士法改正以前は女子の入学しか認めていない養成所が多く存在したが、男子にも門戸を開く養成校が増えており、年々男子学生の入学希望者も増えている。なお、令和2年度衛生行政報告例において男性歯科衛生士は91名であり、勤務先の大半は歯科診療所である。

## 学校一覧

### 大学
2023年現在、大学である歯科衛生士養成所は、募集停止校を除き14校存在する。
○この項の出典：歯科衛生士学校（大学） (PDF) 
| 学校名               | 学部名           | 学科名           | 専攻・コース名     | 所在地         |
| -------------------- | ---------------- | ---------------- | ------------------ | -------------- |
| 埼玉県立大学         | 保健医療福祉学部 | 健康開発学科     | 口腔保健科学専攻   | 埼玉県越谷市   |
| 千葉県立保健医療大学 | 健康科学部       | 歯科衛生学科     |                    | 千葉県千葉市   |
| 明海大学             | 保健医療学部     | 口腔保健学科     |                    | 千葉県浦安市   |
| 東京科学大学         | 歯学部           | 口腔保健学科     | 口腔保健衛生学専攻 | 東京都千代田区 |
| 新潟大学             | 歯学部           | 口腔生命福祉学科 |                    | 新潟県新潟市   |
| 大阪歯科大学         | 医療保健学部     | 口腔保健学科     |                    | 大阪府枚方市   |
| 梅花女子大学         | 看護保健学部     | 口腔保健学科     |                    | 大阪府茨木市   |
| 神戸常盤大学         | 保健科学部       | 口腔保健学科     |                    | 兵庫県神戸市   |
| 宝塚医療大学         | 保健医療学部     | 口腔保健学科     |                    | 兵庫県宝塚市   |
| 広島大学             | 歯学部           | 口腔健康科学科   | 口腔保健学専攻     | 広島県広島市   |
| 徳島大学             | 歯学部           | 口腔保健学科     |                    | 徳島県徳島市   |
| 徳島文理大学         | 保健福祉学部     | 口腔保健学科     |                    | 徳島県徳島市   |
| 九州歯科大学         | 歯学部           | 口腔保健学科     |                    | 福岡県北九州市 |
| 九州看護福祉大学     | 看護福祉学部     | 口腔保健学科     |                    | 熊本県玉名市   |

### 短期大学
2023年現在、短期大学である歯科衛生士養成所は、募集停止校を除き16校存在する。
○この項の出典：歯科衛生士学校（短大） (PDF) 
| 学校名                     | 学科名         | 専攻・コース名 | 所在地           |
| -------------------------- | -------------- | -------------- | ---------------- |
| 弘前医療福祉大学短期大学部 | 口腔衛生学科   |                | 青森県仙台市     |
| 仙台青葉学院短期大学       | 歯科衛生学科   |                | 宮城県仙台市     |
| 東京歯科大学短期大学       | 歯科衛生学科   |                | 東京都千代田区   |
| 日本歯科大学東京短期大学   | 歯科衛生学科   |                | 東京都千代田区   |
| 目白大学短期大学部         | 歯科衛生学科   |                | 東京都新宿区     |
| 神奈川歯科大学短期大学部   | 歯科衛生学科   |                | 神奈川県横須賀市 |
| 鶴見大学短期大学部         | 歯科衛生科     |                | 神奈川県横浜市   |
| 日本歯科大学新潟短期大学   | 歯科衛生学科   |                | 新潟県新潟市     |
| 明倫短期大学               | 歯科衛生士学科 |                | 新潟県新潟市     |
| 静岡県立大学短期大学部     | 歯科衛生学科   |                | 静岡県静岡市     |
| 大垣女子短期大学           | 歯科衛生学科   |                | 岐阜県大垣市     |
| 愛知学院大学短期大学部     | 歯科衛生学科   |                | 愛知県名古屋市   |
| 関西女子短期大学           | 歯科衛生学科   |                | 大阪府柏原市     |
| 大手前短期大学             | 歯科衛生学科   |                | 兵庫県神戸市     |
| 高知学園短期大学           | 歯科衛生学科   |                | 高知県高知市     |
| 福岡医療短期大学           | 歯科衛生学科   |                | 福岡県福岡市     |

### 専修学校・各種学校
2023年現在、専修学校、または各種学校である歯科衛生士養成所は、募集停止校を除き152校存在する。

#### 北海道
○この項の出典：歯科衛生士学校養成所一覧 北海道・東北地区
| 学校名                                     | 学科名         | 修業年限 | 所在地             |
| ------------------------------------------ | -------------- | -------- | ------------------ |
| オホーツク社会福祉専門学校                 | 歯科衛生士科   | 3年制    | 北海道北見市       |
| 旭川歯科学院専門学校                       | 歯科衛生士科   | 3年制    | 北海道旭川市       |
| 吉田学園医療歯科専門学校                   | 歯科衛生学科   | 3年制    | 北海道札幌市       |
| 札幌医学技術福祉歯科専門学校               | 歯科衛生士科   | 3年制    | 北海道札幌市       |
| 札幌歯科学院専門学校                       | 歯科衛生士科   | 3年制    | 北海道札幌市       |
| 札幌看護医療専門学校                       | 歯科衛生士学科 | 3年制    | 北海道札幌市       |
| 北海道歯科衛生士専門学校                   | 歯科衛生士学科 | 3年制    | 北海道札幌市       |
| 小樽歯科衛生士専門学校                     | 歯科衛生士科   | 3年制    | 北海道小樽市       |
| 帯広コア専門学校                           | 歯科衛生士科   | 3年制    | 北海道帯広市       |
| 函館歯科衛生士専門学校                     | 歯科衛生士科   | 3年制    | 北海道函館市       |
| 北海道医療大学歯学部附属歯科衛生士専門学校 | 歯科衛生科     | 3年制    | 北海道石狩郡当別町 |

#### 東北地方
○この項の出典：歯科衛生士学校養成所一覧 北海道・東北地区
| 学校名                         | 学科名         | 修業年限 | 所在地       |
| ------------------------------ | -------------- | -------- | ------------ |
| 青森歯科医療専門学校           | 歯科衛生士科   | 3年制    | 青森県青森市 |
| 八戸保健医療専門学校           | 歯科衛生士学科 | 3年制    | 青森県八戸市 |
| 岩手医科大学医療専門学校       | 歯科衛生学科   | 3年制    | 岩手県盛岡市 |
| 盛岡医療大学校                 | 歯科衛生士学科 | 3年制    | 岩手県盛岡市 |
| 仙台保健福祉専門学校           | 歯科衛生科     | 3年制    | 宮城県仙台市 |
| 専門学校宮城高等歯科衛生士学院 | 歯科衛生士科   | 3年制    | 宮城県仙台市 |
| 東北保健医療専門学校           | 歯科衛生科     | 3年制    | 宮城県仙台市 |
| 秋田県歯科医療専門学校         | 歯科衛生士科   | 3年制    | 秋田県秋田市 |
| 山形歯科専門学校               | 歯科衛生士科   | 3年制    | 山形県山形市 |
| 東北歯科専門学校               | 歯科衛生士科   | 3年制    | 福島県郡山市 |
| 福島医療専門学校               | 歯科衛生士科   | 3年制    | 福島県郡山市 |

#### 関東地方
○この項の出典：歯科衛生士学校養成所一覧 関東・甲信越地区
| 学校名                               | 学科名                         | 修業年限 | 所在地           |
| ------------------------------------ | ------------------------------ | -------- | ---------------- |
| つくば歯科福祉専門学校               | 歯科衛生士科                   | 3年制    | 茨城県筑西市     |
| 取手歯科衛生専門学校                 | 歯科衛生士科                   | 3年制    | 茨城県取手市     |
| 茨城歯科専門学校                     | 歯科衛生士科                   | 3年制    | 茨城県水戸市     |
| 晃陽看護栄養専門学校                 | 歯科衛生士学科                 | 3年制    | 茨城県古河市     |
| 栃木県立衛生福祉大学校               | 歯科技術学部歯科衛生学科       | 3年制    | 栃木県宇都宮市   |
| 宇都宮歯科衛生士専門学校             | 歯科衛生士学科                 | 3年制    | 栃木県宇都宮市   |
| 小山歯科衛生士専門学校               | 歯科衛生学科                   | 3年制    | 栃木県小山市     |
| 群馬県高等歯科衛生士学院             | 歯科衛生士科                   | 3年制    | 群馬県前橋市     |
| 高崎歯科衛生専門学校                 | 歯科衛生学科                   | 3年制    | 群馬県高崎市     |
| 中央医療歯科専門学校高崎校           | 歯科衛生士学科                 | 3年制    | 群馬県高崎市     |
| 太田医療技術専門学校                 | 歯科衛生学科                   | 3年制    | 群馬県太田市     |
| 中央医療歯科専門学校太田校           | 歯科衛生士学科                 | 3年制    | 群馬県太田市     |
| 葵メディカルアカデミー               | 歯科衛生科                     | 3年制    | 埼玉県深谷市     |
| 埼玉歯科衛生専門学校                 | 歯科衛生士学科                 | 3年制    | 埼玉県上尾市     |
| 大宮歯科衛生士専門学校               | 歯科衛生士科                   | 3年制    | 埼玉県さいたま市 |
| 北原学院歯科衛生専門学校             | 歯科衛生士学科                 | 3年制    | 千葉県松戸市     |
| 北原学院千葉歯科衛生専門学校         | 歯科衛生士学科                 | 3年制    | 千葉県千葉市     |
| 日本大学歯学部附属歯科衛生専門学校   | 歯科衛生士学科                 | 3年制    | 東京都千代田区   |
| 早稲田医学院歯科衛生士専門学校       | 歯科衛生士I科・II科            | 3年制    | 東京都新宿区     |
| 首都医校                             | 歯科衛生学科                   | 3年制    | 東京都新宿区     |
| 新宿医療専門学校                     | 歯科衛生学科                   | 3年制    | 東京都新宿区     |
| アポロ歯科衛生士専門学校             | 歯科衛生学科                   | 3年制    | 東京都中野区     |
| 新東京歯科衛生士学校                 | 歯科衛生士科                   | 3年制    | 東京都大田区     |
| 太陽歯科衛生士専門学校               | 歯科衛生士科                   | 3年制    | 東京都荒川区     |
| 東京医学技術専門学校                 | 歯科衛生士科                   | 3年制    | 東京都墨田区     |
| 東京医薬看護専門学校                 | 歯科衛生士科                   | 3年制    | 東京都江戸川区   |
| 東京歯科衛生専門学校                 | 歯科衛生士科                   | 3年制    | 東京都北区       |
| 日本ウェルネス歯科衛生専門学校       | 歯科衛生士科                   | 3年制    | 東京都板橋区     |
| 日本医歯薬専門学校                   | 歯科衛生士学科                 | 3年制    | 東京都杉並区     |
| 日本体育大学医療専門学校             | 口腔健康学科（歯科衛生コース） | 3年制    | 東京都世田谷区   |
| 東京町田歯科衛生学院専門学校         | 歯科衛生士コース               | 3年制    | 東京都町田市     |
| 東京立川歯科衛生学院専門学校         | 歯科衛生士コース               | 3年制    | 東京都立川市     |
| 東京西の森歯科衛生士専門学校         | 歯科衛生士科                   | 3年制    | 東京都昭島市     |
| 東邦歯科医療専門学校                 | 歯科衛生士学科                 | 3年制    | 東京都日野市     |
| 横浜歯科医療専門学校                 | 歯科衛生士学科                 | 3年制    | 神奈川県横浜市   |
| 厚木総合専門学校                     | 歯科衛生科                     | 3年制    | 神奈川県厚木市   |
| 湘南歯科衛生士専門学校               | 歯科衛生士科                   | 3年制    | 神奈川県平塚市   |
| 新横浜歯科衛生士・歯科技工士専門学校 | 歯科衛生士科                   | 3年制    | 神奈川県横浜市   |

#### 中部地方
○この項の出典：歯科衛生士学校養成所一覧 東海・北陸地区
| 学校名                                             | 学科名         | 修業年限 | 所在地         |
| -------------------------------------------------- | -------------- | -------- | -------------- |
| 三条看護・医療・歯科衛生専門学校                   | 歯科衛生士学科 | 3年制    | 新潟県三条市   |
| 富山歯科総合学院                                   | 歯科衛生士科   | 3年制    | 富山県富山市   |
| 金沢医療技術専門学校                               | 歯科衛生士学科 | 3年制    | 石川県金沢市   |
| 石川県歯科医師会立歯科医療専門学校                 | 歯科衛生士科   | 3年制    | 石川県金沢市   |
| 福井歯科専門学校                                   | 歯科衛生士科   | 3年制    | 福井県福井市   |
| 山梨県歯科衛生専門学校                             | 歯科衛生士学科 | 3年制    | 山梨県甲府市   |
| 松本歯科大学衛生学院                               | 歯科衛生士学科 | 3年制    | 長野県塩尻市   |
| 長野医療衛生専門学校                               | 歯科衛生士学科 | 3年制    | 長野県上田市   |
| 長野県公衆衛生専門学校                             | 歯科衛生士学科 | 3年制    | 長野県伊那市   |
| 長野平青学園                                       | 歯科衛生士科   | 3年制    | 長野県長野市   |
| 岐阜県立衛生専門学校                               | 歯科衛生学科   | 3年制    | 岐阜県岐阜市   |
| 朝日大学歯科衛生士専門学校                         | 歯科衛生士学科 | 3年制    | 岐阜県瑞穂市   |
| 静岡歯科衛生士専門学校                             | 歯科衛生学科   | 3年制    | 静岡県磐田市   |
| 専門学校中央医療健康大学校                         | 歯科衛生学科   | 3年制    | 静岡県静岡市   |
| 中央歯科衛生士調理製菓専門学校                     | 歯科衛生学科   | 3年制    | 静岡県三島市   |
| 東海歯科衛生士専門学校                             | 歯科衛生士科   | 3年制    | 静岡県浜松市   |
| 浜松歯科衛生士専門学校                             | 歯科衛生士科   | 3年制    | 静岡県浜松市   |
| ナゴノ福祉歯科医療専門学校                         | 歯科衛生士科   | 3年制    | 愛知県名古屋市 |
| 三河歯科衛生専門学校                               | 歯科衛生士科   | 3年制    | 愛知県岡崎市   |
| 慈恵歯科医療ファッション専門学校                   | 歯科衛生士学科 | 3年制    | 愛知県安城市   |
| 専門学校中部ビューティ・デザイン・デンタルカレッジ | 歯科衛生士科   | 3年制    | 愛知県豊橋市   |
| 専門学校名古屋デンタル衛生士学院                   | 歯科衛生士科   | 3年制    | 愛知県名古屋市 |
| 豊橋歯科衛生士専門学校                             | 歯科衛生士科   | 3年制    | 愛知県豊橋市   |
| 名古屋ユマニテク歯科衛生専門学校                   | 歯科衛生学科   | 3年制    | 愛知県名古屋市 |
| 名古屋医健スポーツ専門学校                         | 歯科衛生科     | 3年制    | 愛知県名古屋市 |
| 名古屋医専                                         | 歯科衛生士学科 | 3年制    | 愛知県名古屋市 |
| 名古屋市歯科医師会附属歯科衛生士専門学校           | 歯科衛生士科   | 3年制    | 愛知県名古屋市 |
| 伊勢保健衛生専門学校                               | 歯科衛生学科   | 3年制    | 三重県伊勢市   |

#### 近畿地方
○この項の出典：歯科衛生士学校養成所一覧 近畿地区
| 学校名                                 | 学科名           | 修業年限 | 所在地           |
| -------------------------------------- | ---------------- | -------- | ---------------- |
| 三重県立公衆衛生学院                   | 歯科衛生学科     | 3年制    | 三重県津市       |
| 専門学校ユマニテク医療福祉大学校       | 歯科衛生学科     | 3年制    | 三重県四日市市   |
| 滋賀県立総合保健専門学校               | 歯科衛生学科     | 3年制    | 滋賀県守山市     |
| 京都歯科医療技術専門学校               | 衛生士科         | 3年制    | 京都府京都市     |
| 京都歯科衛生学院専門学校               | 歯科衛生士コース | 3年制    | 京都府京都市     |
| 京都文化医療専門学校                   | 歯科衛生学科     | 3年制    | 京都府京都市     |
| 堺歯科衛生士専門学校                   | 歯科衛生士科     | 3年制    | 大阪府堺市       |
| 大阪医専                               | 歯科衛生学科     | 3年制    | 大阪府大阪市     |
| なにわ歯科衛生専門学校                 | 歯科衛生士学科   | 3年制    | 大阪府大阪市     |
| 関西医療学園専門学校                   | 歯科衛生学科     | 3年制    | 大阪府大阪市     |
| 行岡医学技術専門学校                   | 歯科衛生科       | 3年制    | 大阪府大阪市     |
| 新大阪歯科衛生士専門学校               | 歯科衛生士学科   | 3年制    | 大阪府大阪市     |
| 太成学院大学歯科衛生専門学校           | 歯科衛生士学科   | 3年制    | 大阪府大阪市     |
| 大阪歯科衛生学院専門学校               | 歯科衛生士コース | 3年制    | 大阪府大阪市     |
| 大阪歯科衛生士専門学校                 | 歯科衛生士学科   | 3年制    | 大阪府大阪市     |
| 大阪歯科学院専門学校                   | 歯科衛生士科     | 3年制    | 大阪府大阪市     |
| 大阪府歯科医師会附属歯科衛生士専門学校 | 歯科衛生士科     | 3年制    | 大阪府大阪市     |
| 日本歯科学院専門学校                   | 歯科衛生士学科   | 3年制    | 大阪府東大阪市   |
| 神戸総合医療専門学校                   | 歯科衛生士科     | 3年制    | 兵庫県神戸市     |
| 姫路歯科衛生専門学校                   | 歯科衛生士学科   | 3年制    | 兵庫県姫路市     |
| 兵庫県歯科医師会附属兵庫歯科衛生士学院 | 歯科衛生学科     | 3年制    | 兵庫県神戸市     |
| 兵庫県立総合衛生学院                   | 歯科衛生学科     | 3年制    | 兵庫県神戸市     |
| 兵庫徳誠会歯科衛生士学校               | 歯科衛生士科     | 3年制    | 兵庫県姫路市     |
| 奈良歯科衛生士専門学校                 | 歯科衛生士学科   | 3年制    | 奈良県奈良市     |
| 和歌山県歯科衛生士専門学校             | 歯科衛生士科     | 3年制    | 和歌山県和歌山市 |

#### 中国地方
○この項の出典：歯科衛生士学校養成所一覧 中国・四国地区
| 学校名                                 | 学科名       | 修業年限 | 所在地       |
| -------------------------------------- | ------------ | -------- | ------------ |
| 鳥取県立歯科衛生専門学校               | 歯科衛生士科 | 3年制    | 鳥取県鳥取市 |
| 島根県歯科技術専門学校                 | 歯科衛生士科 | 3年制    | 島根県松江市 |
| インターナショナル岡山歯科衛生専門学校 | 歯科衛生学科 | 3年制    | 岡山県岡山市 |
| 岡山高等歯科衛生専門学院               | 歯科衛生科   | 3年制    | 岡山県岡山市 |
| 朝日医療大学校                         | 歯科衛生学科 | 3年制    | 岡山県岡山市 |
| IGL医療福祉専門学校                    | 口腔保健学科 | 3年制    | 広島県広島市 |
| 広島デンタルアカデミー専門学校         | 歯科衛生士科 | 3年制    | 広島県広島市 |
| 広島高等歯科衛生士専門学校             | 歯科衛生士科 | 3年制    | 広島県広島市 |
| 専門学校福山歯科衛生士学校             | 歯科衛生科   | 3年制    | 広島県福山市 |
| 下松デンタルアカデミー専門学校         | 歯科衛生士科 | 3年制    | 山口県下松市 |
| 山口県高等歯科衛生士学院               | 歯科衛生士科 | 3年制    | 山口県山口市 |

#### 四国地方
○この項の出典：歯科衛生士学校養成所一覧 中国・四国地区
| 学校名                     | 学科名                         | 修業年限 | 所在地         |
| -------------------------- | ------------------------------ | -------- | -------------- |
| 四国歯科衛生士学院専門学校 | 歯科衛生士科                   | 3年制    | 徳島県徳島市   |
| 専門学校徳島穴吹カレッジ   | 歯科衛生士学科歯科衛生士コース | 3年制    | 徳島県徳島市   |
| 徳島歯科学院専門学校       | 歯科衛生士科                   | 3年制    | 徳島県徳島市   |
| 穴吹医療大学校             | 歯科衛生学科                   | 3年制    | 香川県高松市   |
| 香川県歯科医療専門学校     | 衛生士科                       | 3年制    | 香川県高松市   |
| 河原医療大学校             | 歯科衛生学科                   | 3年制    | 愛媛県松山市   |
| 河原医療大学校新居浜校     | 歯科衛生学科                   | 3年制    | 愛媛県新居浜市 |
| 松山歯科衛生士専門学校     | 歯科衛生学科                   | 3年制    | 愛媛県松山市   |

#### 九州・沖縄地方
○この項の出典：歯科衛生士学校養成所一覧 九州・沖縄地区
| 学校名                     | 学科名             | 修業年限 | 所在地           |
| -------------------------- | ------------------ | -------- | ---------------- |
| 久留米歯科衛生専門学校     | 歯科衛生士科       | 3年制    | 福岡県久留米市   |
| 九州医療スポーツ専門学校   | 歯科衛生学科       | 3年制    | 福岡県北九州市   |
| 博多メディカル専門学校     | 歯科衛生士科       | 3年制    | 福岡県福岡市     |
| 美萩野保健衛生学院         | 歯科衛生士専門課程 | 3年制    | 福岡県北九州市   |
| 福岡医健・スポーツ専門学校 | 歯科衛生士科       | 3年制    | 福岡県福岡市     |
| 福岡歯科衛生専門学校       | 歯科衛生士科       | 3年制    | 福岡県福岡市     |
| 九州医療専門学校           | 歯科衛生士科       | 3年制    | 佐賀県鳥栖市     |
| 佐賀歯科衛生専門学校       | 歯科衛生士科       | 3年制    | 佐賀県佐賀市     |
| 九州文化学園歯科衛生士学院 | 歯科衛生科         | 3年制    | 長崎県佐世保市   |
| 長崎歯科衛生士専門学校     | 歯科衛生士学科     | 3年制    | 長崎県長崎市     |
| 熊本歯科衛生士専門学院     | 歯科衛生士学科     | 3年制    | 熊本県熊本市     |
| 熊本歯科技術専門学校       | 歯科衛生士科       | 3年制    | 熊本県熊本市     |
| 大分県歯科技術専門学校     | 歯科衛生科         | 3年制    | 大分県別府市     |
| 大分歯科専門学校           | 歯科衛生士科       | 3年制    | 大分県大分市     |
| 藤華歯科衛生専門学校       | 歯科衛生学科       | 3年制    | 大分県大分市     |
| 宮崎歯科技術専門学校       | 歯科衛生士科       | 3年制    | 宮崎県宮崎市     |
| 都城デンタルコアカレッジ   | 歯科衛生士科       | 3年制    | 宮崎県都城市     |
| 鹿児島医療福祉専門学校     | 歯科衛生学科       | 3年制    | 鹿児島県鹿児島市 |
| 鹿児島歯科学院専門学校     | 歯科衛生士科       | 3年制    | 鹿児島県鹿児島市 |
| 沖縄歯科衛生士学校         | 歯科衛生士科       | 3年制    | 沖縄県浦添市     |
| 専門学校大育               | 歯科衛生士科       | 3年制    | 沖縄県那覇市     |

## 近年、歯科衛生士養成課程を設置した教育機関
歯科衛生士のニーズが急増していることから、近年、歯科衛生士養成課程を設置する大学などが目立つ。
2017年度開設
| - 大阪歯科大学 医療保健学部 - 徳島文理大学 保健福祉学部 - 東京歯科大学短期大学 |

2018年度開設
| - 日本体育大学医療専門学校 - 東北保健医療専門学校 |

2019年度開設
| - 明海大学 保健医療学部 - 目白大学短期大学部 - 晃陽看護栄養専門学校 - 小山歯科衛生士専門学校歯科衛生学科（夜間部） - 金沢医療技術専門学校 |

2020年度開設
| - 大手前短期大学 - 三条看護・医療・歯科衛生専門学校 - 京都歯科衛生学院専門学校 - 下松デンタルアカデミー専門学校 |

2021年度開設
| - 大阪医専 - 兵庫徳誠会歯科衛生士学校 - 河原医療大学校新居浜校 |

2022年度開設
| - 東京立川歯科衛生学院 - 関西医療学園専門学校 - 神戸総合医療専門学校 |

2023年度開設
| - 宝塚医療大学保健医療学部 |

2024年度開設予定
| - 京都光華女子大学短期大学部歯科衛生士学科 - 医療創生大学歯科衛生専門学校 - 東京町田歯科衛生学院専門学校 |

## 閉校・閉科・募集停止の学校
- (北海道）池見札幌歯科衛生士専門学校 -2020年閉校[31]
- (福島）福島県立総合衛生学院 -2022年度閉科[32]
- (栃木）小山歯科衛生士専門学校歯科衛生学科（夜間部）-2022年度より募集停止[33]
- (東京）池見東京歯科衛生士専門学校 - 2019年閉校[34][35]
- (東京）東京都歯科医師会附属歯科衛生士専門学校- 2021年閉校[36]
- (千葉）日本大学松戸歯学部附属歯科衛生専門学校 - 2023年度より募集停止[37]
- (愛知）愛知県立歯科衛生専門学校 - 2013年閉校[38]
- (兵庫）尼崎口腔衛生センター附属尼崎歯科専門学校 - 2010年閉校[39]
- (岡山）山陽歯科衛生士専門学校 - 2010年閉校[40]
- (岡山）吉備国際大学短期大学部 - 2011年募集停止[41]2016年閉校[42]
- (香川）瀬戸内総合学院歯科衛生学科 - 2010年募集停止[43]
- (福岡）九州歯科大学附属歯科衛生学院 - 2011年閉校[44]
- (鹿児島）加世田医療福祉専門学校 - 2014年閉校[45]